# Estació de trens de Kayl
L'estació de trens de Kayl (en luxemburguès: Gare Keel; en francès: Gare de Kayl, en alemany: Bahnhof Kayl) és l'estació de trens de la ciutat de Kayl al sud-oest de Luxemburg. La companyia estatal propietària és Chemins de Fer Luxembourgeois. L'estació està situada en el ramal ferroviari de la línia 60 CFL, que connecta la ciutat de Luxemburg amb les Terres Roges al sud del país. Kaly és la primera parada del ramal de la línia principal d'un ramal que condueix cap a Rumelange.

## Servei
Kayl rep els serveis ferroviaris pels trens de Regionalbahn (RB) i Regional Express (RE) amb relació entre la Ciutat de Luxemburg - Noertzange - Rumelange (línea 60b).